# Massimo Freccia
Massimo Freccia (Pistoya, 19 de septiembre de 1906-Ladispoli, 16 de noviembre de 2004) fue un pianista, compositor y director de orquesta italiano, especialmente recordado por haber sido el director de la Orquesta Sinfónica de Baltimore entre 1952 y 1959.
Fue asistente de Arturo Toscanini, a quien veneraba, y era frecuentemente invitado por este para dirigir la Orquesta Sinfónica de la NBC inglesa.
En 1937 se mudó a vivir a Nueva York; desde allí realizó un viaje a Cuba donde conoció a George Gershwin. Poco después se fue a vivir a Baltimore, Maryland.